# 11823 Крістен
11823 Крістен (11823 Christen) — астероїд головного поясу, відкритий 2 листопада 1981 року.
Тіссеранів параметр щодо Юпітера — 3,499.